# Denébola
Denébola (β Leonis / β Leo / 94 Leonis) es la segunda estrella más brillante en la constelación de Leo, detrás de Régulo (α Leonis). Su magnitud aparente es +2.12. Se encuentra a 35.9 años luz de distancia del sistema solar.

## Nombre
El nombre de Denébola proviene del árabe Al Dhanab al Asad (‘la cola del león’). Muchos otros nombres de estrellas provienen de esta misma raíz árabe Dhenab, entre otras Deneb (α Cygni), Deneb Kaitos (β Ceti) y Deneb Algedi (δ Capricorni). En la carta estelar del hemisferio norte de 1871 de R. A. Proctor, Denébola aparece con el nombre de Deneb Aleet.
Dafira es un nombre menos utilizado y proviene de la palabra árabe que designa el mechón de pelo al final de la cola del león, que es donde está situada la estrella.
En la astronomía babilonia, esta estrella marcaba la decimoséptima constelación eclíptica, Zibbat A., (‘la cola del león’), si bien existen ciertas dudas al respecto. Otros nombres atribuidos a esta estrella son Lamash (‘el coloso’), y Sa (‘azul’); en Persia era conocida como Avdem, (‘la de la cola’). Junto a la vecina Chertan (θ Leonis), recibía el nombre copto de Asphulia (probablemente también ‘la cola’).

## Características físicas
Denébola es una estrella blanca de la secuencia principal de tipo espectral A3V con una temperatura efectiva de 8750 K. Tiene una luminosidad 13.8 veces mayor que la del Sol, una masa de 1.75 veces la masa solar y un radio 1.65 veces más grande que el radio solar. Su velocidad de rotación es de al menos 120 km/s, 60 veces más rápida que la del Sol; en consecuencia, su período de rotación es inferior a 0.65 días.Con una edad estimada inferior a 400 millones de años, es una estrella relativamente joven comparada con el Sol, cuya edad es de 4600 millones de años. Antes considerada una variable Delta Scuti, actualmente se piensa que su brillo no varía de forma significativa.
Un exceso en el infrarrojo detectado indica la existencia de un disco circunestelar alrededor de Denébola, similar al encontrado en Vega (α Lyrae) y β Pictoris. Como se piensa que nuestro Sistema Solar se formó a partir de un disco semejante, Denébola puede ser un buen candidato para la búsqueda de planetas extrasolares. El disco de polvo tiene una temperatura aproximada de 120 K. Observaciones de interferometría infrarroja sugieren que existen dos bandas de polvo; la primera comenzaría a una distancia de ~ 0.13 au de la estrella, extendiéndose 0.3 au, mientras que la segunda empezaría a ~ 13 au, con un ancho de 6.2 au.